# Enrique Wong
Pour les articles homonymes, voir Wong.
Wong  Pujada est un nom espagnol. Le premier nom de famille, en général paternel, est Wong ; le second, en général maternel, souvent omis, est Pujada.
Enrique Wong Pujada, né le 26 juin 1941 à Lima où il meurt le 13 juillet 2024, est un médecin et homme politique péruvien. Il est 2e vice-président du Congrès péruvien de 2021 à sa mort. 

## Biographie

### Profession
Enrique Wong a étudié la médecine à l'École supérieure de médecine de l'Institut polytechnique national du Mexique, obtenant un diplôme de troisième cycle en médecine interne à l'Institut mexicain de la sécurité sociale en 1972.
Dans son activité liée à la médecine, il est directeur général de la clinique San Vicente, à San Martín de Porres entre 2003 et 2009.

### Parcours politique
Enrique Wong commence sa carrière politique lors des élections municipales de 1980, où il est élu conseiller du district de Callao pour le parti APRA entre 1981 et 1983.
Lors des élections générales péruviennes de 1985, Wong est élu membre du Congrès pour la circonscription de Callao : il est élu pour le parti APRA avec 21 737 voix pour la période parlementaire de 1985 à 1990.
Il est candidat à la mairie de Bellavista pour l'APRA lors des élections municipales de 1993, mais il n'est pas élu et démissionne du parti.
Lors des élections générales péruviennes de 2006, il est candidat au Congrès de la République pour le parti Justice nationale, mais il n'est pas élu.
Il se représente une nouvelle fois aux élections générales péruviennes de 2011 dans la circonscription de Callao pour l'Alliance pour le grand changement (es) : il est élu avec 17 574 voix pour la période parlementaire de 2011 à 2016.
Au cours de son travail parlementaire, il a été vice-président de la Commission spéciale d'enquête sur l'administration d'Alan García (2011-2013), secrétaire de la Commission de la santé (2011-2013) et président de la Commission de surveillance (2014-2015).
En juillet 2013, il annonce sa démission du groupe parlementaire de l'Alliance pour le grand changement et rejoint le groupe du Parti de la solidarité nationale (es),.
À la fin de son mandat, il tente une réélection au Congrès lors des élections générales péruviennes de 2016 pour l'Alliance nationale de solidarité (es), mais il n'est pas réélu.
En 2017, Enrique Wong rejoint le parti Podemos Perú, dirigé par l'ancien membre du Congrès José Luna. Au sein du parti, il occupe le poste de secrétaire général depuis avril 2017.
Il se représente au Congrès lors des élections législatives péruviennes de 2020, mais il n'est pas élu. Il tente à nouveau en se représentant lors des élections générales péruviennes de 2021, Enrique Wong est de nouveau élu membre du Congrès, représentant la circonscription de Callao pour Podemos Perú avec 17 574 voix, pour la législature de 2021 à 2026.
Le 26 juillet 2021, il est élu 2e vice-président du Congrès sous la présidence de Maricarmen Alva.
Enrique Wong meurt le 13 juillet 2024 à Lima, à l’âge de 83 ans.